# 황토색덤불다람쥐
황토색덤불다람쥐(Paraxerus ochraceus)는 다람쥐과에 속하는 설치류의 일종이다. 케냐와 소말리아, 탄자니아에서 발견된다. 자연 서식지는 건조 사바나 자역이다.

## 아종
8종의 아종이 알려져 있다.
| - P. o. ochraceus - P. o. affinis - P. o. animosus - P. o. aruscensis | - P. o. electus - P. o. ganana - P. o. jacksoni - P. o. kahari |